# Jacques Duclos
Jacques Duclos, francoski politik, * 2. oktober 1896, Louey, Hautes-Pyrénées, Francija, † 25. april 1975, Montreuil.
Duclos je bil eden najpomembnejših voditeljev Komunistične partije Francije in član Izvršnega komiteja Kominterne. Med 2. svtovno vojno je bil organizator odporniškega gibanja v Franciji ter nadomeščal generalnega sekretarja KPF Mauricea Thoreza, ki je bil v Moskvi (tudi 1950-53), Po 2. svetovni vojni je bil poslanec, od 1959 pa senator Francoske republike. 1936 je postal podpredsednik francoske narodne skupščine, 1969 je kandidiral za predsednika republike. 